# Relazioni internazionali dell'Armenia
Dalla sua indipendenza, l'Armenia ha mantenuto una politica di complementarità cercando di intrattenere relazioni positive e amichevoli con l'Iran, la Russia e l'Occidente, compresi gli Stati Uniti e l'Unione Europea. L'Armenia ha lo status di membro a pieno titolo in una serie di organizzazioni internazionali e lo status di osservatore, in alcune altre. Tuttavia, la disputa sul genocidio armeno del 1915 e il conflitto in corso nel Nagorno-Karabakh hanno creato rapporti tesi con due dei suoi immediati vicini, l'Azerbaigian e la Turchia.

## Relazioni estere
L'Armenia è membro di oltre 70 diverse organizzazioni internazionali, incluse le seguenti:
- Asian Development Bank
- Comunità degli Stati Indipendenti e Organizzazione del trattato di sicurezza collettiva
- Consiglio d'Europa
- Il Partenariato orientale dell'UE e l'Assemblea parlamentare Euronest
- Il Gruppo dell'Europa orientale delle Nazioni Unite
- Eurocontrol
- Banca europea per la ricostruzione e lo sviluppo
- Unione economica eurasiatica
- Banca eurasiatica di sviluppo e unione doganale euroasiatica
- Federazione delle borse euroasiatiche
- Banca internazionale per la ricostruzione e lo sviluppo
- Fondo Monetario Internazionale
- Interpol
- La Francophonie
- Partenariato della NATO per la pace, Piano d'azione per il partenariato individuale e Partenariato euro-atlantico
- Organizzazione per la sicurezza e la cooperazione in Europa
- Organizzazione della cooperazione economica del Mar Nero
- Nazioni Unite
- TRACECA
- Organizzazione mondiale del commercio, Banca mondiale e Organizzazione mondiale delle dogane

L'Armenia è anche un membro osservatore della Comunità di Scelta Democratica, del Movimento dei paesi non allineati, dell'Organizzazione degli Stati americani, dell'Alleanza del Pacifico, della Lega araba, della Comunità delle Democrazie, e partner del dialogo nell'Organizzazione per la Cooperazione di Shanghai e potenziale membro della Banca Asiatica d'Investimento per le Infrastrutture.

## Riconoscimento del genocidio armeno
Stati che hanno riconosciuto gli eventi storici come genocidio.
     Stati in cui determinati partiti politici, province o municipalità hanno riconosciuto gli eventi storici come genocidio, indipendentemente dal governo nel suo insieme.
     Turchia e Azerbaigian

Stati che hanno riconosciuto gli eventi storici come genocidio.
Stati in cui determinati partiti politici, province o municipalità hanno riconosciuto gli eventi storici come genocidio, indipendentemente dal governo nel suo insieme.
Turchia e Azerbaigian

A partire dal 2020, 32 stati hanno ufficialmente riconosciuto gli eventi storici come genocidio. I parlamenti dei paesi che riconoscono il genocidio armeno includono Argentina, Armenia, Austria, Belgio, Bolivia, Brasile, Bulgaria, Canada, Cile, Cipro, Repubblica Ceca, Francia, Germania, Grecia, Italia, Libano, Libia, Lituania, Lussemburgo, Paesi Bassi, Paraguay, Polonia, Portogallo, Russia, Slovacchia, Svezia, Svizzera, Siria, Stati Uniti, Uruguay, Città del Vaticano e Venezuela. Inoltre, vi sono alcuni governi regionali dei paesi che riconoscono anche il genocidio armeno, come il Nuovo Galles del Sud e l'Australia meridionale in Australia, nonché la Scozia, l'Irlanda del Nord e il Galles, nel Regno Unito. La risoluzione 106 della Camera degli Stati Uniti è stata introdotta il 30 gennaio 2007 e successivamente deferita alla commissione per gli affari esteri della Camera. Il disegno di legge ha 225 co-promotori. Il disegno di legge prevedeva che l'ex presidente George W. Bush riconoscesse e usasse la parola genocidio nel suo discorso annuale del 24 aprile che non ha mai usato. Il suo successore, il presidente Barack Obama, espresse il desiderio di riconoscere il genocidio armeno durante le campagne elettorali, ma dopo la sua elezione, non ha utilizzato la parola "genocidio" per descrivere gli eventi verificatisi nel 1915. La Camera dei rappresentanti degli Stati Uniti ha formalmente riconosciuto il genocidio armeno con la Risoluzione 296 della Camera il 29 ottobre 2019. Il Senato degli Stati Uniti ha riconosciuto all'unanimità il genocidio con la Risoluzione 150 del Senato il 12 dicembre 2019. A partire dal 2020, 49 Stati USA su 50 hanno anche riconosciuto gli eventi come genocidio.

## Dispute

### Nagorno-Karabakh e la Repubblica indipendente
L'attuale conflitto per il Nagorno-Karabakh iniziò nel 1988 quando scoppiarono le manifestazioni armene contro il governo azero nel Nagorno-Karabakh e successivamente il Soviet Supremo del Nagorno-Karabakh votò per la secessione dall'Azerbaigian e l'adesione all'Armenia. Ben presto scoppiò la violenza contro gli armeni in Azerbaigian e contro gli azeri in Armenia. Nel 1990, dopo violenti episodi in Nagorno-Karabakh e nelle città azere come Baku, Sumgait e Gäncä, Mosca dichiarò lo stato di emergenza in Karabakh, inviando truppe nella regione e occupando Baku con la forza, che causò l'uccisione di oltre un centinaio di civili. Nell'aprile 1991, le milizie azere e le forze sovietiche presero di mira le popolazioni armene in Karabakh, nota come Operazione Anello. Mosca schierò anche truppe a Yerevan. Dopo il crollo dell'Unione Sovietica, il conflitto si trasformò in una guerra su vasta scala tra la Repubblica del Nagorno-Karabakh, sostenuta tra Armenia e Azerbaigian.
Più di 30.000 persone furono uccise nei combattimenti nel periodo dal 1988 al 1994. Nel maggio 1992, le forze armene catturano Shusha e Lachin (collegando così il Nagorno-Karabakh all'Armenia). Nell'ottobre 1993, le forze armene riuscirono a conquistare quasi tutte l'ex oblast', Lachin e vaste aree dell'Azerbaigian sudoccidentale. Nel 1993, il Consiglio di sicurezza delle Nazioni Unite adottò quattro risoluzioni che chiedevano la cessazione delle ostilità, l'accesso illimitato per gli sforzi internazionali di soccorso umanitario e l'eventuale spiegamento di una forza di mantenimento della pace nella regione. I combattimenti continuarono, tuttavia, fino al maggio 1994, momento in cui la Russia mediò o un cessate il fuoco tra le tre parti.
I negoziati per risolvere pacificamente il conflitto sono in corso dal 1992 sotto l'egida del Gruppo di Minsk dell'Organizzazione per la sicurezza e la cooperazione in Europa. Il gruppo di Minsk è co-presieduto da Russia, Francia e Stati Uniti e ha rappresentanze di Turchia, Stati Uniti, diverse nazioni europee, Armenia e Azerbaigian.
I due paesi sono ancora in guerra. Ai cittadini dell'Armenia, così come ai cittadini di qualsiasi altro paese di origine armena, è vietato l'ingresso nella Repubblica dell'Azerbaigian. Se il passaporto di una persona mostra prove di viaggio in Nagorno-Karabakh, è vietato l'ingresso nella Repubblica dell'Azerbaigian.

## Paesi senza relazioni diplomatiche
Al 2020 l'Armenia non ha relazioni diplomatiche con i seguenti paesi (organizzati per continente):

### Africa
- Botswana, Lesotho, São Tomé e Príncipe, Sud Sudan

### Asia
- Pakistan (il Pakistan non riconosce l'Armenia), Arabia Saudita, Azerbaigian, Turchia, Yemen

### Europa
- Ungheria (sospesa dall'Armenia dal 31 agosto 2012 a causa dell'estradizione di Ramil Safarov in Azerbaigian)[16][17]

### Nord America
- Barbados, Trinidad e Tobago

### Oceania
- Isole Marshall, Papua Nuova Guinea, Samoa, Isole Salomone, Tonga

Inoltre, l'Armenia non ha relazioni diplomatiche con gli Stati a riconoscimento limitato.

## Paesi con relazioni diplomatiche
Paesi con relazioni diplomatiche
     Nessuna relazione diplomatica
     Relazioni diplomatiche sospese

Relazioni estere dell'Armenia
Paesi con relazioni diplomatiche
Nessuna relazione diplomatica
Relazioni diplomatiche sospese

L'Armenia ha relazioni diplomatiche con 178 entità separate (tra cui Unione Africana, Lega araba, Unione Europea, Ordine di Malta e Città del Vaticano). Questi includono: Afghanistan, Albania, Algeria, Andorra, Angola, Antigua e Barbuda, Argentina, Australia, Austria, Bahamas, Bahrain, Bangladesh, Bielorussia, Belgio, Belize, Benin, Bhutan, Bolivia, Brasile, Brunei, Bulgaria, Burkina Faso, Burundi, Cambogia, Camerun, Canada, Capo Verde, Repubblica Centrafricana, Ciad, Cile, Repubblica Popolare Cinese, Colombia, Comore, Costa Rica, Costa d'Avorio, Croazia, Cuba, Cipro, Repubblica Ceca, Danimarca, Gibuti, Dominica, Repubblica Dominicana, Repubblica Democratica del Congo, Timor Est, Ecuador, Egitto, El Salvador, Guinea Equatoriale, Eritrea, Estonia, eSwatini, Etiopia, Figi, Finlandia, Francia, Gabon, Gambia, Georgia, Germania, Ghana, Grecia, Grenada, Guatemala, Guinea, Guinea-Bissau, Haiti, Santa Sede (Città del Vaticano), Honduras, Islanda, India, Indonesia, Iran, Iraq, Irlanda, Israele, Italia, Giamaica, Giappone, Giordania, Kazakistan, Kenya, Kiribati, Corea del Nord, Corea del Sud, Kuwait, Kirghizistan, Laos, Lettonia, Libano, Liberia, Libia, Liechtenstein, Lituania, Lussemburgo, Madagascar, Malawi, Malesia, Maldive, Mali, Malta, Mauritania, Messico, Micronesia, Moldova, Monaco, Mongolia, Montenegro, Marocco, Mozambico, Myanmar, Namibia, Nauru, Nepal, Paesi Bassi, Nuova Zelanda, Nicaragua, Niger, Nigeria, Macedonia del Nord, Norvegia, Oman, Palau, Panama, Paraguay, Perù, Filippine, Polonia, Portogallo, Qatar, Romania, Russia, Ruanda, Saint Kitts e Nevis, Santa Lucia, Saint Vincent e Grenadine, San Marino, Senegal, Serbia, Seychelles, Sierra Leone, Singapore, Slovacchia, Slovenia, Somalia, Sudafrica, Spagna, Sri Lanka, Sudan, Suriname, Svezia, Svizzera, Siria, Tagikistan, Tanzania, Thailandia, Togo, Tunisia, Turkmenistan, Tuvalu, Uganda, Ucraina, Emirati Arabi Uniti, Regno Unito, Stati Uniti d'America, Uruguay, Vanuatu, Venezuela, Vietnam, Zambia e Zimbabwe.

## Organizzazioni internazionali

### Unione africana
- L'Armenia ha stabilito relazioni diplomatiche con l'Unione africana il 25 ottobre 2010.[44]
- La Commissione dell'Unione Africana ha salutato l'intenzione del governo armeno di avere un rappresentante nell'UA ed ha espresso la volontà di sviluppare relazioni con l'Armenia.
- Il Rappresentante dell'Armenia presso l'Unione Africana si trova al Cairo, in Egitto.

### Lega araba
All'Armenia è stato concesso lo status di osservatore nella Lega araba nel 2004 su invito siriano.
- L'Armenia mantiene relazioni positive con la maggior parte degli stati arabi, ad eccezione dell'Arabia Saudita.
- Nel gennaio 2005 è stato firmato un memorandum sulla cooperazione tra l'Armenia e la Lega araba.[46] L'accordo promuove l'intensificazione della cooperazione e l'apertura di missioni diplomatiche armene negli Stati arabi.
- Il rappresentante dell'Armenia presso la Lega araba si trova al Cairo, in Egitto.

### Unione europea
Le relazioni formali tra l'Armenia e l'Unione europea sono iniziate nel 1991 quando l'Armenia ha ottenuto l'indipendenza dall'Unione Sovietica.
Nel 2002, il Parlamento europeo ha annunciato che l'Armenia avrebbe potuto aderire potenzialmente all'UE nel futuro. Nel 2017 è stato finalizzato un accordo di partenariato globale e rafforzato (CEPA) tra l'UE e l'Armenia. L'Armenia è membro dell'Assemblea parlamentare Euronest, del Partenariato orientale e della Comunità dell'energia dell'UE.
La delegazione dell'Unione europea presso l'ufficio dell'Armenia si trova a Yerevan. La missione armena presso l'ufficio dell'UE è a Bruxelles.
Dal 2013, i cittadini dell'UE godono di viaggi senza visto in Armenia. Nel 2017 l'Armenia ha avviato i colloqui sulla liberalizzazione dei visti per i cittadini armeni che viaggiano nello spazio Schengen dell'UE. Sia il Parlamento europeo che il Consiglio d'Europa hanno riconosciuto il genocidio armeno.

### Consiglio d'Europa
L'Armenia è uno stato membro del Consiglio d'Europa dal 2001.

### Unione economica eurasiatica
Nel settembre 2013, l'Armenia ha annunciato la sua intenzione di aderire all'unione di Bielorussia, Kazakistan e Russia. Al momento dell'adesione all'Unione, la Repubblica d'Armenia beneficiava già di un trattamento preferenziale nell'ambito della CSI in quanto parte dell'accordo sulla zona di libero scambio del 18 ottobre 2011, e quindi godeva di vantaggi tariffari significativi.